# Fukkō-chō
Die Fukkō-chō (japanisch 復興庁 deutsch ‚Wiederaufbaubehörde‘, englisch Reconstruction Agency) ist eine Behörde der japanischen Zentralregierung zur Koordinierung des Wiederaufbaus nach dem Großen Ostjapanischen Erdbeben von 2011. Sie wurde am 10. Februar 2012 eingerichtet und ersetzte das bisherige Higashi-Nihon Daishinsai fukkō taisaku hombu (etwa „Hauptabteilung für Wiederaufbaumaßnahmen nach dem Großen Ostjapanischen Erdbeben“; engl. Reconstruction Headquarters in response to Great East Japan Earthquake) beim Kabinettssekretariat; seitdem ist ein eigener „Wiederaufbauminister“ (fukkō-daijin) im Kabinett für die Behörde zuständig.
Sitz der Fukkō-chō ist im Stadtteil Akasaka, Bezirk Minato, Präfektur Tokio; daneben verfügt sie über drei Außenstellen, sechs Zweigstellen im Hauptkatastrophengebiet in den Präfekturen Iwate, Miyagi und Fukushima und zwei weitere Büros in den Präfekturen Aomori und Ibaraki. Dem Minister sind die insgesamt sieben politischen Staatssekretäre – drei fuku-daijin und vier daijin-seimukan – und ein beamteter Staatssekretär (jimujikan) unterstellt.
Grundlage der Einrichtung waren das Higashi-Nihon Daishinsai fukkō kihon-hō (東日本大震災復興基本法, „Grundlagengesetz für den Wiederaufbau nach dem Großen Ostjapanischen Erdbeben“) vom Juni 2011 und ein eigenes Gesetz über die Einrichtung der Behörde (Fukkō-chō setchi-hō) aus dem Dezember 2011. Der Bestand der Behörde war ursprünglich gesetzlich bis zum März 2021, also zehn Jahre nach dem Erdbeben, vorgesehen. 2019 schlugen die Regierungsparteien LDP und Kōmeitō eine Plan vor, die Behörde neu organisiert grundsätzlich weiterbestehen zu lassen. Im Juni 2020 wurde eine Verlängerung um zehn Jahre bis zum März 2031 vom Parlament beschlossen.